# Длъжностно присвояване
Основния състав се съдържа в чл. 201НК:
"Длъжностно лице, което присвои чужди пари, вещи или други ценности, връчени в това му качество или поверени му да ги пази или управлява, се наказва за длъжностно присвояване...". Любопитното по отношение на този случай, че освен наказанието лишаване от свобода, което е до 8 години на съда се дава и възможността по своя лична преценка („може“) да наложи и конфискация в размер до 1/2 от личното имущество на дееца. Конфискацията е сравнително рядко налагано наказание и факта, че е предвидено по отношение на длъжностното присвояване говори за неговата висока обществена опасност.
Тук субектът е специален-длъжностно лице. Престъплението се извършва при пряк умисъл. Състава прилича на обсебването, но разликата е в това, че тук вещите са връчени на субекта, защото притежава специалното качество на длъжностно лице. Но ако длъжностно лице присвои пари или материални ценности дадени му на основание гражданска сделка (например договор за влог) това ще е обикновено обсебване. Няма значение в чия полза е осъществено присвояването-в полза на длъжностното лице, негов близък или непознат. Няма значение и дали присвоената вещ ще се даде възмездно или безвъзмездно на трето лице. В чл. 202 и 203 НК са посочени квалифицираните състави на длъжностното присвояване:
1. ако за улесняването му е извършено и друго престъпление, за което по закон не се предвижда по-тежко наказание;
2. ако е извършено от две или повече лица, сговорили се предварително;
3. ако е в големи размери;
4. ако представлява опасен рецидив;
5. ако присвоените средства са от фондове, принадлежащи на Европейския съюз или предоставени от Европейския съюз на българската държава.
6. особено големи размери, представляващо особено тежък случай.
В чл. 204 се съдържа привилегированият състав-в маловажни случаи.
В чл. 205 е предвидена стимулираща норма: ако присвоените пари, вещи или ценности бъдат внесени или заместени до приключване на съдебното следствие в първоинстанционния съд, се налага по-леко наказание, но не е основание за отпадането на наказателната отговорност.
В чл. 207 и 208 са обявени за наказуеми: намирането на чужда движима вещ и в продължение на една седмица несъобщаването за нея на собственика, на властта или на този, който я е загубил, противозаконното присвояване на чужда движима вещ, попаднала у субекта случайно или по погрешка, откриване на съкровище и несъобщаване за него на властта в срок от две седмици.